# Gennaro De Crescenzo
Gennaro De Crescenzo (Nápoles, 1964) é um escritor, historiador, jornalista, professor e arquivista napolitano. Ele fundou o Movimento Neobourbónico. Ele é um cidadão honorário de Casalduni (BN) .

## Condecorações

### Decorações italianas
- Cidadania honorária do Município de Casalduni (BN) a partir de 21 de julho de 2018

## Trabalhos publicados
- L’altro 1799. I fatti, Naples, Tempo Lungo, 1999
- La difesa del regno, Naples, Il Giglio, 2001
- Le industrie del Regno di Napoli, Nápoles, Grimaldi, 2002
- Contro Garibaldi. Appunti per demolire il mito di un nemico del Sud, Nápoles, Il Giglio, 2006
- Ferdinando II di Borbone. La Patria delle Due Sicilie, Nápoles, Il Giglio, 2009
- Napoli. Storia di una città, Nápoles, Iod, 2009
- Malaunità, Nápoles, Spazio Creativo, 2011
- I peggiori 150 anni della nostra storia. L'unificazione come origine del sottosviluppo del Sud, Nápoles, Il Giglio, 2012
- Megaride. Storia di una città, Nápoles, Protagora Edizioni Scolastiche, 2013
- Movimento Neoborbonico. I 20 anni che hanno cambiato la storia, Nápoles, Passato&Futuro, 2013
- Storia di un regno, Nápoles, Protagora Edizioni Scolastiche, 2014
- Il Sud dalla Borbonia felix al carcere di Fenestrelle. Perché non sempre la storia è come ce la raccontano, Milão, Magenes, 2014
- La battaglia di Lauria: la memoria ritrovata. Una storia, un progetto, un evento, Nápoles, Iod, 2016
- Noi i neoborbonici. Storie di orgoglio meridionale, Milão, Magenes, 2016
- Il libro dei primati del Regno delle Due Sicilie, Naples, Editori Grimaldi, 2019